# Campionati europei di atletica leggera 2018 - 10000 metri piani maschili
La specialità dei 10000 metri piani maschili ai campionati europei di atletica leggera di Berlino 2018 si è svolta il 7 agosto 2018.

## Podio
| Oro     | Morhad Amdouni Francia     |
| Argento | Bashir Abdi Belgio         |
| Bronzo  | Yemaneberhan Crippa Italia |

## Record
Prima di questa competizione, il record del mondo (RM), il record europeo (EU) ed il record dei campionati (RC) erano i seguenti:
| Record                | Prestazione | Atleta                  | Data                                 | Competizione                                |
| --------------------- | ----------- | ----------------------- | ------------------------------------ | ------------------------------------------- |
| Record mondiale       | 26'17"53    | Kenenisa Bekele Etiopia | 26 agosto 2005 Bruxelles, Belgio     | Memorial Van Damme, Golden League           |
| Record europeo        | 26'46"57    | Mo Farah Gran Bretagna  | 3 giugno 2011 Eugene, Stati Uniti    | Prefontaine Classic, Diamond League         |
| Record dei campionati | 27'30"99    | Martti Vainio Finlandia | 29 agosto 1978 Praga, Cecoslovacchia | Campionati europei di atletica leggera 1978 |

## Risultati
| Pos. | Ordine | Nome                     | Nazionalità                 | Tempo    | Note                                     |
| ---- | ------ | ------------------------ | --------------------------- | -------- | ---------------------------------------- |
|      | 29     | Morhad Amdouni           | Francia                     | 28'11"22 |                                          |
|      | 24     | Bashir Abdi              | Belgio                      | 28'11"76 |                                          |
|      | 9      | Yemaneberhan Crippa      | Italia                      | 28'12"15 |                                          |
| 4    | 23     | Adel Mechaal             | Spagna                      | 28'13"78 |                                          |
| 5    | 12     | Andy Vernon              | Gran Bretagna               | 28'16"90 |                                          |
| 6    | 3      | Soufiane Bouchikhi       | Belgio                      | 28'19"04 |                                          |
| 7    | 16     | Julien Wanders           | Svizzera                    | 28'22"02 |                                          |
| 8    | 18     | Florian Carvalho         | Francia                     | 28'29"78 |                                          |
| 9    | 11     | Juan Pérez               | Spagna                      | 28'31"31 | Miglior prestazione personale stagionale |
| 10   | 21     | Kaan Kigen Özbilen       | Turchia                     | 28'32"93 |                                          |
| 11   | 17     | Chris Thompson           | Gran Bretagna               | 28'33"12 |                                          |
| 12   | 13     | Daniel Mateo             | Spagna                      | 28'44"43 |                                          |
| 13   | 4      | Lorenzo Dini             | Italia                      | 28'45"04 |                                          |
| 14   | 6      | Alexander Yee            | Gran Bretagna               | 28'58"86 |                                          |
| 15   | 7      | Simon Debognies          | Belgio                      | 29'00"98 |                                          |
| 16   | 10     | Amanal Petros            | Germania                    | 29'01"19 |                                          |
| 17   | 19     | Vasyl Koval              | Ucraina                     | 29'07"23 |                                          |
| 18   | 1      | Arttu Vattulainen        | Finlandia                   | 29'12"02 |                                          |
| 19   | 30     | Nicolae Alexandru Soare  | Romania                     | 29'13"82 |                                          |
| 20   | 14     | Yevgeniy Rybakov         | Atleti Neutrali Autorizzati | 29'15"30 |                                          |
| 21   | 32     | Dmytro Siruk             | Ucraina                     | 29'19"55 |                                          |
| 22   | 22     | Benjamin Rainero de Haan | Paesi Bassi                 | 29'38"31 |                                          |
| 23   | 2      | Stephen Scullion         | Irlanda                     | 29'46"87 |                                          |
| 24   | 26     | Sebastian Hendel         | Germania                    | 29'53"45 |                                          |
| 25   | 15     | Girmaw Amare             | Israele                     | 30'11"91 |                                          |
| 26   | 20     | François Barrer          | Francia                     | 30'22"91 |                                          |
| 27   | 8      | Marius Øyre Vedvik       | Norvegia                    | 30'46"59 |                                          |
| -    | 25     | Samuel Barata            | Portogallo                  | dnf      |                                          |
| -    | 31     | Richard Ringer           | Germania                    | dnf      |                                          |
| -    | 27     | Aras Kaya                | Turchia                     | dnf      |                                          |
| -    | 28     | Jakub Zemanik            | Rep. Ceca                   | dnf      |                                          |
| -    | 5      | Polat Kemboi Arikan      | Turchia                     | dnf      |                                          |